# Tone Lōc
Anthony Terrell Smith bedst kendt som Tone Loc er en rapper og skuespiller fra Los Angeles, USA.